# Norwegian Air Argentina
Norwegian Air Argentina, stilizzata come Norwegian, era una compagnia aerea a basso costo dell'Argentina con sede a Buenos Aires. Il suo hub principale era l'Aeroparque Jorge Newbery, mentre quello secondario l'Aeroporto di Córdoba-Ing. A. L. V. Taravella. Era controllata al 100% da Norwegian Air Shuttle.

## Storia
Norwegian Air Argentina venne fondata da Norwegian Air Shuttle il 25 gennaio 2017, al fine di accedere ai futuri diritti di traffico da e per l'Argentina e il Sud America, diventando una filiale della compagnia insieme a Norwegian Air International, Norwegian Long Haul, Norwegian Air UK e Norwegian Air Sweden. La compagnia aerea ha preso in consegna il suo primo aeromobile, un Boeing 737-800, a metà gennaio 2018, e ha ottenuto il certificato di operatore aereo nel mese successivo. L'aereo è stato trasferito dalla consociata irlandese Norwegian Air International, figurando nella coda un ritratto di Astor Piazzolla, un musicista argentino. Tuttavia, secondo Bjørn Kjos, fondatore e amministratore delegato di Norwegian Air Shuttle, a causa dei ritardi nelle consegne dei nuovi Boeing 737 MAX, l'aeromobile è stato fatto tornare in Europa per essere impiegato nel vecchio continente durante l'estate, posticipando l'avvio delle operazioni argentine da agosto ad ottobre 2018. Nell'agosto 2018, Bjørn Kjos annunciò che la neonata compagnia aerea avrebbe iniziato a vendere i biglietti dal 4 settembre 2018 e che i voli sarebbero partiti il 16 ottobre successivo. Le prime rotte messe in vendita partivano dall'Aeroparque Jorge Newbery di Buenos Aires verso l'Aeroporto Ing. Taravella di Córdoba, l'aeroporto di Mendoza, Neuquén, Puerto Iguazú, Salta e San Carlos de Bariloche. Il primo aeromobile destinato ad operare in Argentina partì dall'Aeroporto di Stoccolma-Arlanda il 5 ottobre 2018 e arrivò il 6 ottobre 2018 all'Aeroparque di Buenos Aires, effettuando soste tecniche presso l'Aeroporto di Gran Canaria, in Spagna, e l'Aeroporto Internazionale di Natal, in Brasile.
Il 16 ottobre 2018, Norwegian Air Argentina ha cominciato le operazioni con il volo DN 6022 da Buenos Aires-Aeroparque a Córdoba, decollando alle 07:41 e atterrando alle 08:45 ora locale.
Nel dicembre 2019, Norwegian ha annunciato che avrebbe chiuso la propria divisione argentina. Entro marzo del 2020 tutti i Boeing 737-800 sono stati trasferiti ad altre compagnie del gruppo, mentre per operare i voli già prenotati è subentrata JetSmart.

## Flotta

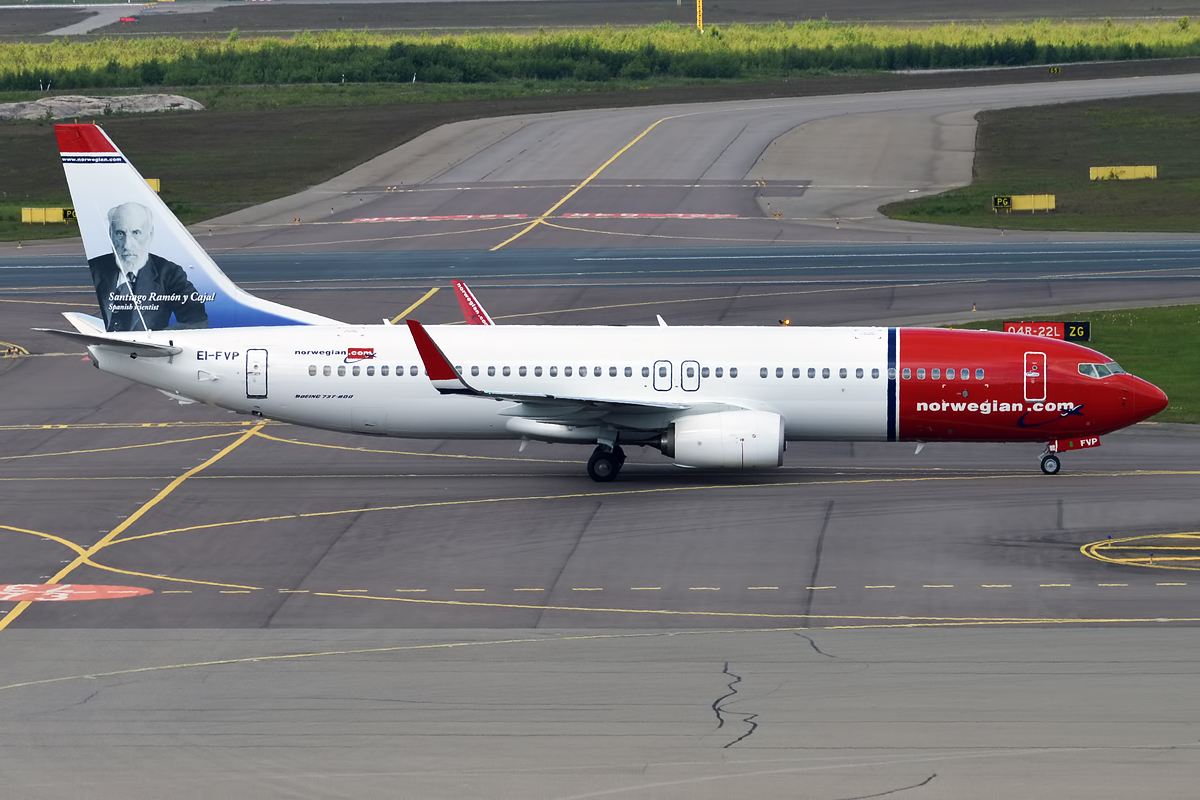
Un Boeing 737-800.

Al momento della chiusura, la flotta di Norwegian Air Argentina era composta dai seguenti aerei: